# André Lefèbvre
André Lefèbvre (ur. 19 sierpnia 1894 roku w Louvres, zm. 4 maja 1964 roku) – francuski kierowca wyścigowy i inżynier.

## Kariera
Jako inżynier Lefèbvre początkowo pracował w firmie lotniczej. W 1931 roku rozpoczął pracę w przedsiębiorstwie samochodowym Louisa Renault. W Renault pełnił funkcję inżyniera do 1933 roku, kiedy został zatrudniony przez André Citroëna. Brał udział w projektach Citroën Traction Avant, Citroën 2CV, Citroën DS oraz Citroën HY.
W wyścigach samochodowych jego największym osiągnięciem jest zwycięstwo w Rajdzie Monte Carlo w 1927 roku oraz czwarte miejsce w klasie 1.5 24-godzinnego wyścigu Le Mans w 1928 roku.